# میساتو، شیمانو
میساتو، شیمانو (به لاتین: Misato, Shimane) یک منطقهٔ مسکونی در ژاپن است که در استان شیمانه واقع شده‌است. میساتو  ۵٬۹۸۱ نفر جمعیت دارد.